# انترپرایز، میسیسیپی
انترپرایز (به انگلیسی: Enterprise) شهرکی در ایالت میسیسیپی کشور ایالات متحده آمریکا است که جمعیت آن در سرشماری سال ۲۰۱۰ میلادی، ۵۲۶
نفر بوده‌است.